# Chiesa di San Bartolomeo (Songavazzo)
La chiesa di San Bartolomeo è la parrocchiale di Songavazzo, situata in via Chiesa, 12, in provincia e diocesi di Bergamo. Fa parte del vicariato di Clusone-Ponte Nossa.

## Storia
La prima citazione di una chiesa sul territorio di Songavazzo risale al 1260, risulta essere stata inserita nell'elenco delle chiese del territorio della bergamasca sottoposte a censo dalla Santa Sede. La chiesa era inclusa nella pieve di Clusone, e sussidiaria di quella di Onore.
Gli atti della visita diocesana del 24 settembre del 1575 di san Carlo Borromeo, arcivescovo di Milano, documentano che vi erano le scuole del Santissimo Sacramento che gestiva l'altare maggiore, quella dei disciplini della chiesa di Santa Maria Maddalena di Bergamo e della Beata Vergine. La chiesa dipendeva dalla pieve di Clusone.
Nel 1766 fu innalzata la torre campanaria, ma tutte le parti della chiesa furono oggetto di modifiche fino a quelle più importanti tra il 1787 e il 1791. Dell'8 luglio 1779 fu visitata dal vescovo Giovanni Paolo Dolfin che relazionò la presenza di più congregazioni che avevano il beneficio di tutti gli altari.
Nel XX secolo furono eseguiti molti lavori di manutenzione ordinaria e straordinaria con la nuova pavimentazione della zona presbiteriale, riscaldamento dell'aula, rinnovo delle decorazioni e la posa del nuovo altare come da indicazioni del Concilio vaticano II.

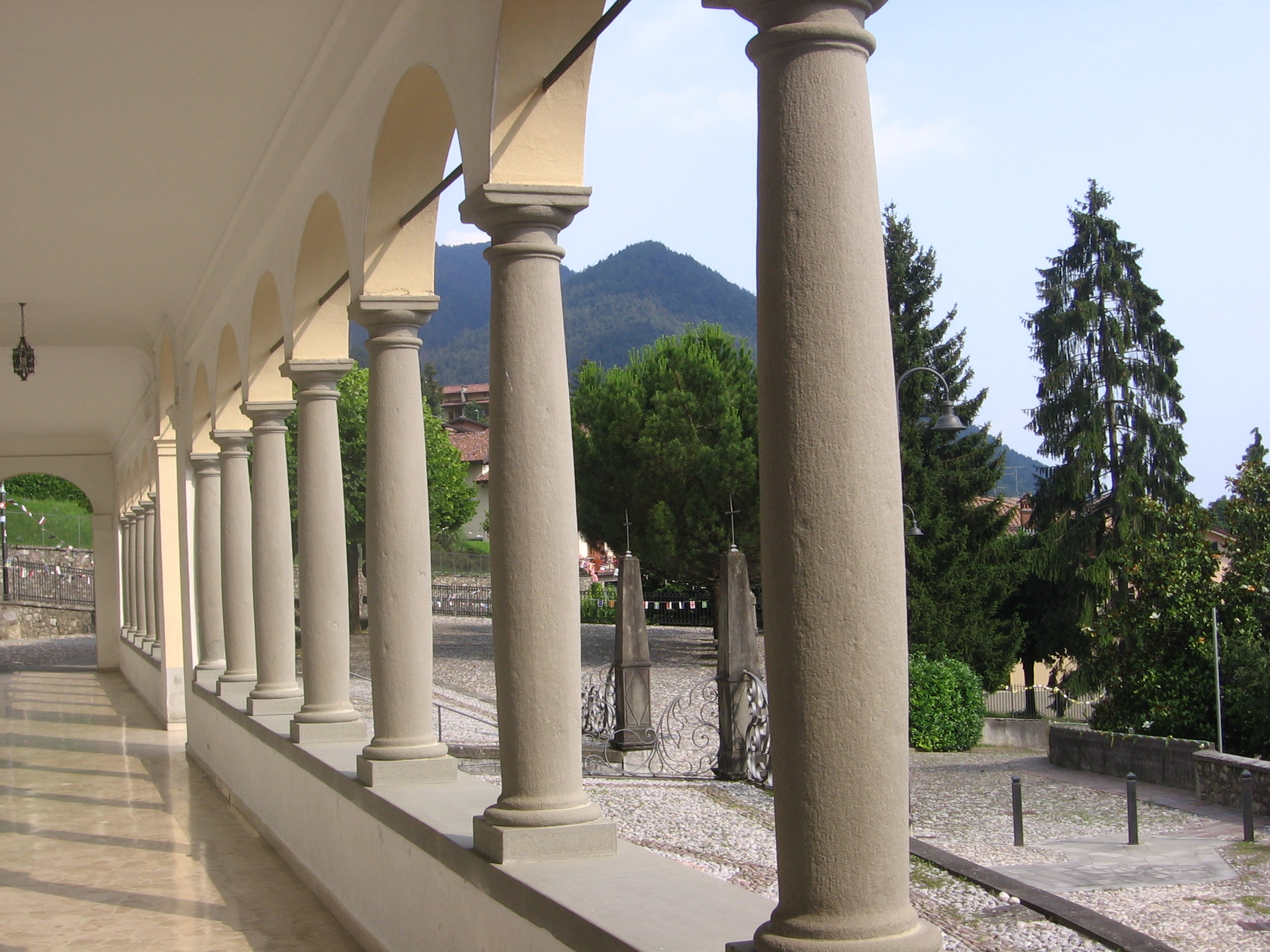
Porticato della chiesa di San Bartolomeo

## Descrizione

### Esterno
L'edificio di culto, dal classico orientamento liturgico, è caratterizzato dalla presenza di un ambulacro sul lato a sud completo di colonne rastremate in pietra arenaria. La chiesa non presenta una vera facciata essendo stata edificata come sviluppo dell'antica chiesa della congregazione venendo modificata e ampliata nel tempo. Il portico è collocato al centro del porticato e presenta paraste e architrave con fregi in pietra reggenti il timpano spezzato.

### Interno
Internamente la chiesa, a navata unica con volta a botte, si sviluppa su sette campate di misure differenti divise da lesene in stucco lucido complete di zoccolatura e capitelli che reggono la trabeazione e il cornicione praticabile che corre su tutta l'aula e il presbiterio.
Nella prima campata a sinistra è posto il fonte battesimale, vi sono inoltre gli altari completi di arredi in marmo, pale d'altare e statue. Vi sono inoltre il pulpito in legno e la corrispondente cattedra oratoria.
La chiesa conserva opere d'arte tra cui molte opere della famiglia Fantoni di Rovetta. L'altare maggiore adornato dagli angeli e gli altorilievi dei medaglioni, nonché la statua della Madonna del Rosario, di san Domenico e santa Caterina d'Alessandria, e l'opera lignea raffigurante la Madonna del Carmine. La statua ottocentesca di san Giuseppe è opera di Giovanni Maria Benzoni.
La zona presbiteriale a pianta rettangolare è preceduta da tre gradini e presenta la copertura da tazza circolare. La parte absidale con copertura da catino ospita il coro ligneo in noce completo di tredici stalli con inginocchiatoio.